# Jesús Pérez Bilbao
Jesús Pérez Bilbao (Las Arenas, 7 de febrero de 1933-Las Arenas, 22 de julio de 2017) fue un economista, escritor y político español. liberal conservador en la Transición española como primer presidente regional de Alianza Popular en el País Vasco y miembro de su Ejecutiva nacional en calidad de secretario del área económica.

## Biografía
Jesús Salvador Pérez Bilbao, nace el 7 de febrero de 1933 en Las Arenas (Guecho) provincia de Vizcaya, en el seno de una familia de industriales donde su padre, el emprendedor Moisés Pérez, había fundado la metalúrgica «Talleres de Lamiaco, SL» empresa auxiliar de las industrias navales y de automoción como FASA-Renault y Ebro (automóviles), y de madre guechotarra cuya familia está muy vinculada al nacimiento del Arenas Club de Futbol. Se licenció en Ciencias Económicas por la Universidad de Deusto, y posteriormente lo haría en Derecho por la Universidad de Valladolid estando ya casado con Julia Rodríguez-Urrutia, descendiente del ingeniero Juan Urrutia y Zulueta. 
Comenzó a trabajar en los negocios familiares y cuando su hermano mayor se hizo cargo de la dirección, Jesús se encargó de representar los intereses del sector empresarial en el 'Sindicato del Metal de Vizcaya' -parte de la Organización Sindical Española- donde sería vicepresidente de su sección económica en 1966. Dos años después participó en la fundación y fue secretario general  del órgano consultivo 'Consejo Económico y Social Sindical Interprovincial del Norte de España' (CESSIN), que agrupaba los consejos provinciales norteños de las provincias vascas junto con las de Navarra, Logroño, Burgos y Santander, integrados cada uno en la correspondiente 'Delegación provincial de Sindicatos', y desde ahí contribuyó con su trabajo en los II y III Planes de Desarrollo Económico y Social de España. Fue en esos tiempos en los que escribió trabajos de investigación para publicaciones especializadas como “Desarrollo regional y las estructuras tradicionales” y “Vizcaya: infraestructura técnica del futuro”  ambos en la desaparecida Revista de Estudios Económicos – Sociales. Sin olvidar sus estudios sobre impacto medioambiental en el seno de la C.E.S.S.I.N. con el Plan de Acción para la Defensa de la Naturaleza y del Hombre en 1974.

### Actividad política
Tras la muerte de Francisco Franco, Pérez Bilbao al igual que muchos españoles decidió afrontar el futuro participando en las decisiones de su país dentro de la naciente democracia y optó por la asociación política Unión del Pueblo Español de Adolfo Suárez que meses después presidió Cruz Martínez Esteruelas. A lo largo del año 1976 el panorama nacional se transformaba sin pausa y Martínez Esteruelas maniobró junto con otros líderes para formar un gran partido político, donde destacaba Manuel Fraga, grupo que fue conocido por “Los Siete Magníficos” y que iba a crear la federación de Alianza Popular; a finales de octubre se presentaba el manifiesto político de AP en Madrid tratando de crear una formación política cohesionada de cara a las primeras elecciones generales españolas a celebrar al año siguiente. 
Pérez Bilbao finalmente entraría en política activa desde la estructura de Democracia Social (DS), liderada a nivel nacional por el ministro de Trabajo Licinio de la Fuente, pues tenía mayor proyección en Bilbao y Jesús Pérez, junto con Antonio Merino, fundarán el partido Democracia Social en Vizcaya. Asimismo participa en la fundación de Alianza Popular en Vizcaya en 1976 y en el País Vasco. Fue presidente de Alianza Popular en Vizcaya y coordinador general a nivel regional. Además Fraga, con la intención de tener un líder vasco para la futura Alianza Popular, había contactado -a través de su representante “no permanente” en Euskadi Miguel Ángel Planas- con Pérez Bilbao para la unir los distintos grupúsculos de centro-derecha españolista que allí había. El 4 de octubre de 1976 moría asesinado por los terroristas etarras Juan María de Araluce Villar presidente de la Diputación Foral de Guipúzcoa y miembro de una de las asociaciones políticas que formaría Alianza Popular lo que supuso un duro golpe para la formación. Pérez Bilbao, asimismo participa en la redacción del borrador del estatuto de Guernica, siendo uno de sus principales valedores. Al año siguiente acudió a Madrid al I Congreso Nacional celebrado en el palacio de Congresos y Exposiciones de Madrid, donde al mismo tiempo se celebraban los de las siete asociaciones políticas que la integraban, DS incluida. Meses después una comisión de ‘AP Vasca- sección Señorío de Vizcaya’ tuvo audiencia con el rey Juan Carlos I de España en el Palacio Real donde pidieron ser interlocutores también para el futuro autonómico de las entonces llamadas provincias vascongadas; dicha comisión, a la que pertenecía Pérez Bilbao, estaba presidida por el alcalde de Guecho Pedro de Zubiría Garnica gracias a cuyas conexiones fue posible tal reunión con el monarca, y también la formaban Pedro de Mendizábal, el profesor José Luis Mota Garay, Magdalena Arteche Olábarri, José Mª González Barandiarán -relacionado con La Gaceta del Norte-, Carlos Ruiz Cortadi que sería teniente alcalde en Sestao y tendría que exiliarse; el profesor José Antonio Marcos Lecuona, Ángel Domínguez, Jesús Molero Guerra que sería secuestrado y torturado por los terroristas y Antonio Merino. El 29 de marzo Alianza Popular Vasca organizaba su primer acto y fue en Baracaldo en el -ya desaparecido- Cine «Altos Hornos de Vizcaya», donde Licinio de la Fuente pronunció una conferencia titulada “La reforma social de AP”. A finales del verano el líder de DS – ya integrada en la federación de AP- se manifestaba en favor de un régimen constitucional para el estado español en la naciente democracia. La fórmula con la que iban a concurrir a las elecciones generales de España de 1977 de 15 de julio fue ‘Alianza Popular Vasca’ en Álava y Vizcaya además de Guipúzcoa Unida (GU), elecciones que dieron paso a la llamada Legislatura constituyente de España cuyo principal objetivo era la redacción consensuada y aprobación de un texto constitucional. AP obtuvo 16 escaños en el Congreso de los Diputados, de los cuales uno fue el de Pedro de Mendizabal por la circunscripción electoral de Vizcaya. Por la circunscripción electoral de Álava no obtuvieron escaños ni la lista al Congreso encabezada por José María de Aresti Azpiazu ni al Senado de España la investigadora María Josefa Ochoa González de Echávarri, por la circunscripción electoral de Guipúzcoa con GU ni el cabeza de lista al Congreso Roque de Arambarri Epelde ni el presidente José Orbegozo Eguiguren al Senado obtuvieron escaño a pesar de quedar como la cuarta fuerza política.
El 8 de octubre presidente de la Diputación Foral de Vizcaya, Augusto Unceta-Barrenechea Azpiri, próximo a Fraga, moría víctima de un atentado terrorista en Guernica, localidad de la que fue alcalde en el franquismo, con los dos escoltas. El último de octubre, se celebró en Bilbao el primer congreso provincial de AP-Vizcaya acto presidido por el antiguo jefe de filas de Pérez Bilbao en UDPE, Cruz Martínez Esteruelas y en el que se eligió a Mendizabal como presidente, aunque después fue presidente de Alianza Popular en Vizcaya Pérez Bilbao y la Ejecutiva nacional lo designó coordinador general a nivel regional de AP en las provincias vascas con rango de presidente y con Merino de secretario, ejecutivas en las que se integró el joven Florencio Aróstegui Zubiaurre. 
En paralelo a los trabajos de redacción de una constitución para España en los que participaba Fraga junto con el resto de los denominados Padres de la Constitución, el 17 de febrero de 1978 se creaba el Consejo General Vasco como órgano preautonómico a encajar dentro de la estructura del estado autonómico pretendido con la futura constitución pero nadie de AP fue invitado a formar parte del mismo. El 1 de julio, el Consejo Gral Vasco publicó en el entonces Boletín del Consejo Gral, un acuerdo en el que señalaba como uno de sus "objetivos prioritarios" el "proceder a los estudios oportunos para disponer en el plazo conveniente de un proyecto de Estatuto de Autonomía" comenzando así el plazo para su redacción. 
Pérez Bilbao, que desde marzo había adquirido notoriedad por el trabajo que estaba realizando, a causa de la catástrofe del petrolero Amoco Cadiz, como consultor de la 'Conferencia de Regiones Periféricas Marítimas de Europa' para la que se encontraba realizando la evaluación medioambiental y socioeconómica de los daños producidos frente a las costas francesas de Bretaña junto con otros expertos, publicó en el diario Abc un artículo, en el que ensalza la figura de Miguel de Unamuno, contra un hipotético referéndum de autodeterminación de Euskadi que había propuesto Francisco Letamendia de la Izquierda abertzale durante los trabajos de redacción del texto constitucional. Conforme avanzaba la redacción del texto en el Congreso se evidenciaban las diferencias de criterio dentro de Alianza Popular, donde destacaba una parte de diputados -entre los que se encontraba el vizcaíno Mendizábal- que no estaban conformes con la estructura del Estado que configuraba el texto constitucional, al contrario que Fraga apoyado por el sector mayoritario, en el que estaba Pérez Bilbao. El Partido Nacionalista Vasco, aunque no participaba directamente ya negociaban el futuro  estatuto con Suárez presidente del Gobierno de España por la Unión de Centro Democrático (UCD). Los diputados del Grupo parlamentario popular favorables a su aprobación eran minoría en la cámara baja pero la totalidad en la cámara alta; el 31 de octubre en la sesión  parlamentaria convocada al efecto el texto constitucional fue aprobado con el voto en contra o la abstención de algunos diputados “aliancistas” y AP se partió en dos mitades desiguales, como Mendizábal que había cumplido su amenaza Pérez Bilbao ocupó interinamente la presidencia provincial de Vizcaya. 
El 20 de noviembre se constituyó la Ponencia redactora del nuevo Estatuto de autonomía vasco y el 25 de noviembre se habían recibido diez documentos provenientes de distintos partidos políticos -entre los que estaba el de AP obra de Pérez Bilbao-, de los que nacería el Anteproyecto de ley del Estatuto que se presentó el 28 de ese mismo mes. Tanto Jesús como Manuel Fraga Iribarne (hijo de vasca) sabían de su importancia ya que entre las cesiones de Suárez al PNV con respecto al texto constitucional estaba la Disposición adicional 1.ª, motivos más que suficientes para no eludir la participación en su redacción pues sería el futuro Estatuto vasco el que la efectuaría materialmente junto al estatus en que quedarían las Diputaciones forales, entonces de vital importancia. No en balde la Disposición final punto 2 dejaba sin efectos la antigua Ley de Confirmación de Fueros de 1839, y la posterior de 1876 que redujo los Fueros a la mínima expresión -el Concierto económico- (limitando su efecto a las contribuciones tributarias y levas de las tres provincias vascas), así como la normativa del régimen franquista anulatoria de los fueros de Guipúzcoa y Vizcaya, para poder llevar a cabo la Reintegración foral. Participó en la redacción del borrador del estatuto de Guernica, siendo uno de sus principales valedores. Mientras, Fraga como líder de AP hizo campaña en favor del texto constitucional aprobado en las Cortes Generales y el PNV hizo campaña en favor de la abstención. El esperado Referéndum para la ratificación de la Constitución española se celebró el 6 de diciembre de 1978 y el pueblo soberano ratificaba la previa aprobación de la Carta Magna.
En diciembre de 1978, se constituye Coalición Democrática que se presenta como Unión Foral en el País Vasco, Fraga con José María de Areilza. Jesús Pérez Bilbao participó en la creación de Unión Foral Vasca UFPV así como en la elaboración de las candidaturas.
Al año siguiente se celebraron en marzo las elecciones generales de España de 1979 y UFPV se planteó como mínimo repetir el parlamentario por la circunscripción electoral de Vizcaya al Congreso encabezando la lista, el todavía senador por designación real, Luis Olarra Ugartemendía que fracasó al igual que el resto de candidatos de UFPV por las circunscripciones electorales de Álava y Guipúzcoa. En general los resultados fueron malos en todo el estado español pues la coalición perdió escaños, Fraga dimitió y Alianza Popular inició su “Travesía del desierto”. Se hizo cargo de AP Félix Pastor Ridruejo y cuando se convocaron las elecciones municipales de España de 1979 éste dio orden de no presentar listas de AP, sola o en coalición, y apoyar las de UCD de Suárez, pero diversas provincias desobedecieron. En Euskadi, donde no iban sobrados de alcaldables, únicamente tres municipios de Álava presentaron listas y fue bajo las siglas de la coalición UFPV. Además se celebrarían las elecciones a las Juntas Generales del País Vasco de 1979 en las que AP tampoco concurrió y dio su apoyo a las de UCD.
El siguiente cambio en Alianza Popular, que había participado en el anteproyecto de ley del Estatuto de autonomía del País Vasco -del que Pérez Bilbao era uno de los redactores- y había apoyado el Proyecto de ley en las Cortes Generales, fue que dejó de apoyar el texto estatutario. Tras los asesinatos terroristas de Modesto Carriegas Pérez y Luis María Uriarte Alzaa candidatos de AP-País Vasco y, en clave interna, la constante labor de oposición al Estatuto vasco por parte del presidente Pastor Ridruejo en la Ejecutiva de AP (por el contrario si apoyaba el catalán), determinaron la decisión de Fraga y la Coalición Democrática de AP no hizo campaña en el referéndum a favor del Estatuto que fue ratificado el 25 de octubre. Y el último giro fue la dimisión de Pastor Ridruejo al que su cercanía a UCD le pasó factura. Fraga regresó en calidad de presidente interino y convocó un Congreso Nacional con vistas a la refundación de la formación política. A primeros de diciembre el segundo congreso provincial de Vizcaya en el que se confirmaría ya a Pérez Bilbao como presidente de AP Vizcaya y por añadido lo iba a ser de la formación en el País Vasco. 
Además Pérez Bilbao participó ese mismo diciembre en la fundación de la Asociación de Amistad España-Israel, proyecto en el que trabajaba desde la vigencia de la Constitución del 78, junto con los también políticos vascos del PSOE Fernando Múgica (víctima del terrorismo etarra) y su hermano, el que fuera ministro Enrique Múgica Herzog; siendo los inspiradores de la asociación el empresario Max Mazin Brodovka, cofundador de la CEOE y el diplomático Samuel Haddas. Pérez Bilbao fue secretario general de la Asociación “Amistad España Israel”, y el presidente Julio Caro Baroja. Además influyó definitivamente en fijar la posición de Alianza Popular con respecto al estado de Israel.
Inmediatamente después, según el calendario “aliancista”, llegó la celebración del III Congreso Nacional de AP y escogió a Pérez Bilbao como miembro del Comité Ejecutivo nacional en calidad de secretario del Área Económica adjunto a Jorge Verstrynge; ya se fraguaba la salida de Euskadi por parte de Pérez Bilbao y Fraga destinó a uno de sus nuevos vicepresidentes, Juan Antonio Montesinos, para labores de apoyo a AP en Euskadi. El texto vasco, tras haber sido ratificado por las dos cámaras, el 18 de diciembre era tramitado y aprobado como Ley orgánica (España) por las Cortes Generales, el Estatuto de Autonomía del País Vasco de 1979. 
El nuevo año arrancaba duramente pues, el 10 de enero de 1980, caía tiroteado en Vitoria Jesús Velasco Zuazola, jefe del Cuerpo de los Miñones de Álava que estaba casado con Ana María Vidal-Abarca cofundadora de AP en Álava, vicepresidenta y candidata al Congreso en las elecciones generales de 1977 y en las de 1979. Al entierro acudió Marcelino Oreja Aguirre, entonces delegado del Gobierno español en la comunidad autónoma vasca, acompañado de Pérez Bilbao, como no, entre otros.

### Exilio
En 1980, Jesús Pérez Bilbao tiene que marcharse del País Vasco debido a las amenazas de muerte de la banda terrorista ETA y la celebración del congreso regional trajo la sorpresa de que se eligió presidente a Antonio Merino, con Pérez Bilbao ya exiliado junto con la familia que tenía con su difunta esposa, que estaba emparentada con Begoña Urquijo; poco después caía Vicente Zorita Alonso. El 12 de febrero de 1981, se celebra el IV Congreso Nacional de Alianza Popular. Manuel Fraga y Jorge Verstrynge serán reelegidos como presidente y secretario general. Jesús Pérez Bilbao formará parte de la ejecutiva de Alianza Popular como secretario adjunto del Área Económica pero paulatinamente fue apartándose de la política activa; otras áreas serían para Gabriel Elorriaga Fernández y Rodrigo Rato, quién lo acabaría sustituyendo. Quedó de secretario regional y candidato Florencio Aróstegui.
Asimismo, Jesús Pérez Bilbao, junto con José María Ruíz Gallardón, es redactor de los estatutos de la Asociación de Víctimas del Terrorismo –entonces concebida como una Hermandad- que oficialmente es registrada en febrero de 1981 por Ana Mª Vidal-Abarca y un grupo de viudas de asesinados.
Habiéndose vuelto a casar tiempo atrás con una funcionaria de la antigua Organización Sindical, se retira de la política en 1982 y se dedicará a su profesión como economista en la consultora de estrategia empresarial «Hispania Service SA»  de la cual es su cofundador (1977) y director general durante más de 25 años. También fue escritor sobre temas de referencia laboral, columnista en “La Gaceta del Norte”, continuó como secretario general de la Asociación “Amistad España Israel” y presidente de la «Fundación Tajamar» entre 2003 y 2016, de la cual es nombrado Patrono Honorífico. Esto le permitió volver a una Audiencia Real en 2008 celebrada esta vez en el Palacio de la Zarzuela con motivo del 50 aniversario de la citada fundación.
Ya viudo de su segunda esposa Mª Ángeles Valcabado, falleció en Las Arenas (Guecho) el 22 de julio de 2017 a los 84 años de edad. Padre de diez hijos y viudo, fallece en su localidad natal el 22 de julio de 2017 a los 84 años de edad.Persona cosmopolita, recibió diversas condecoraciones y honores siendo comendador de la Orden del Mérito Civil y de la Orden de Cisneros.
Encontró en su sobrina Mercedes Pérez Ducloux (1960-2007) una sucesora política, que fue concejal en el Ayuntamiento de Guecho pero falleció de cáncer, y recibió el homenaje de sus antiguos compañeros de NNGG y uno de ellos, Javier Zarzalejos, escribió una carta en memoria suya en el diario El Correo.

## Obras
- Envejecimiento y trabajo. Jesús Pérez Bilbao. Ministerio de Trabajo e inmigración, 1997. ISBN 84-7425-476-0
- Teletrabajo: nuevas perspectivas en la organización del trabajo. Jesús Pérez Bilbao, Tomás Sancho, Clotilde Nogareda Cuixart. Ministerio de Trabajo e inmigración, 1997. ISBN 84-7425-480-9